# Episodi di The Listener (quinta stagione)
La quinta ed ultima stagione della serie televisiva The Listener, composta da 13 episodi, è stata trasmessa in prima visione assoluta in Canada da CTV dal 26 maggio al 18 agosto 2014.
In Italia la stagione è stata trasmessa in prima visione assoluta sul canale satellitare Fox dal 21 settembre al 14 dicembre 2014.
| nº | Titolo originale       | Titolo italiano      | Prima TV Canada | Prima TV Italia   |
| -- | ---------------------- | -------------------- | --------------- | ----------------- |
| 1  | The Wrong Man          | L'uomo sbagliato     | 26 maggio 2014  | 21 settembre 2014 |
| 2  | The Lockup             | Camera di sicurezza  | 2 giugno 2014   | 28 settembre 2014 |
| 3  | Dancing With The Enemy | Ballo con il nemico  | 9 giugno 2014   | 5 ottobre 2014    |
| 4  | Smoke and Mirrors      | Fumo e specchi       | 16 giugno 2014  | 12 ottobre 2014   |
| 5  | Game Over              | Game over            | 23 giugno 2014  | 19 ottobre 2014   |
| 6  | Man in the Mirror      | Doppia personalità   | 30 giugno 2014  | 26 ottobre 2014   |
| 7  | Amuse Bouche           | Chef a cinque stelle | 7 luglio 2014   | 2 novembre 2014   |
| 8  | White Whale            | La balena bianca     | 14 luglio 2014  | 9 novembre 2014   |
| 9  | The Fugitive           | Il fuggitivo         | 21 luglio 2014  | 16 novembre 2014  |
| 10 | Family Secrets         | Affari di famiglia   | 28 luglio 2014  | 23 novembre 2014  |
| 11 | Zero Recall            | Amnesia              | 4 agosto 2014   | 30 novembre 2014  |
| 12 | An Innocent Man        | Un uomo innocente    | 11 agosto 2014  | 7 dicembre 2014   |
| 13 | In Our Midst           | In mezzo a noi       | 18 agosto 2014  | 14 dicembre 2014  |